# Бронепалубные крейсера типа «Кайзер Франц-Иосиф I»
Бронепалубные крейсера типа «Кайзер Франц-Иосиф I» — тип бронепалубных крейсеров австро-венгерского флота. Первые полноценные бронепалубные крейсера Австро-Венгрии. Построено 2 единицы: «Кайзер Франц-Иосиф I» (нем. Kaiser Franz Joseph I) и «Кайзерин Элизабет» (нем. Kaiserin Elisabeth). Официально именовались «торпедо-таранными» кораблями (нем. Torpedo-Rammschiff).

## Конструкция

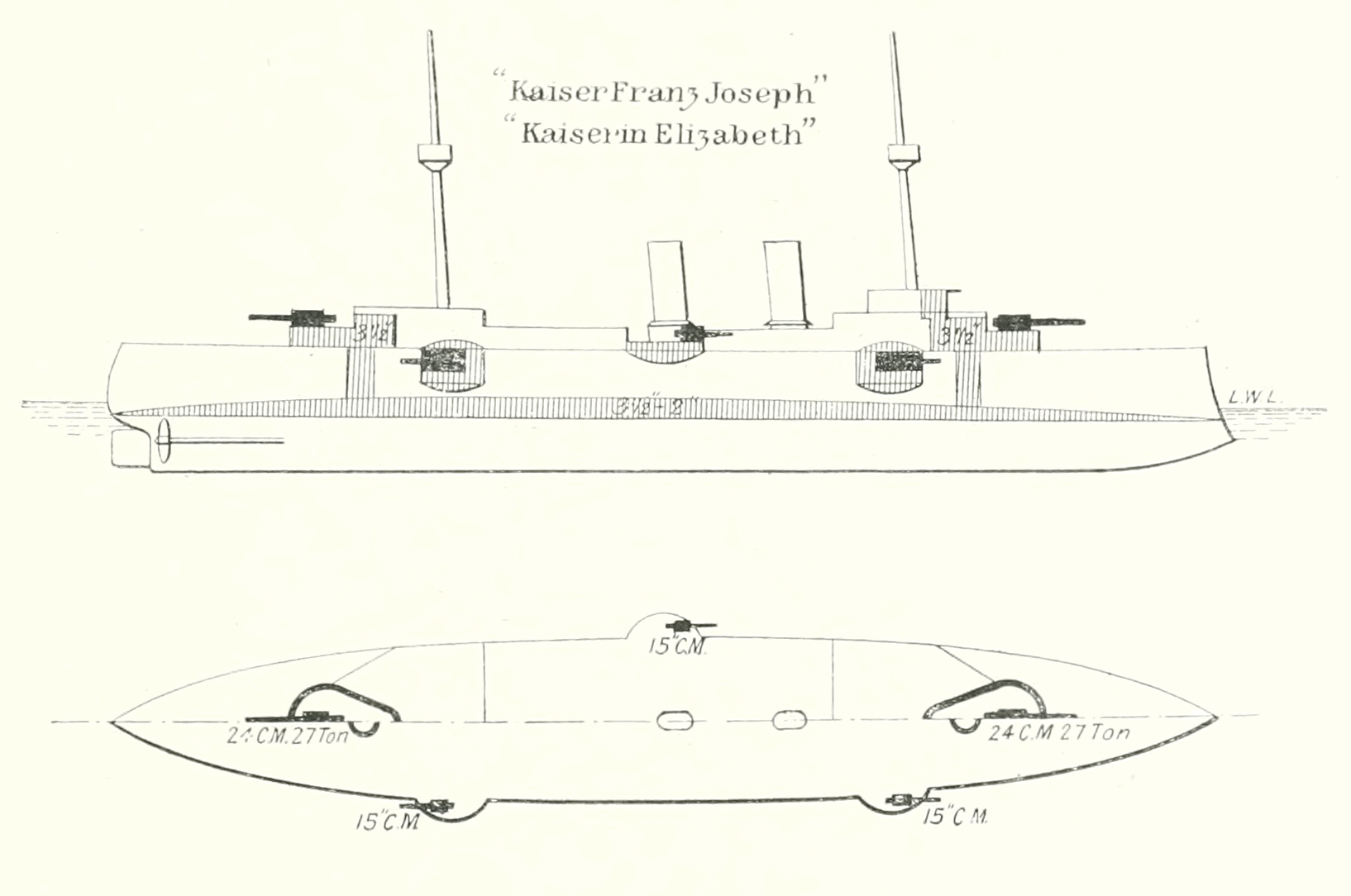
Схема вооружения и бронирования.

С конструктивной точки зрения крейсера типа «Кайзер Франц-Иосиф I» являлись подражанием первой серии «элсвикских» крейсеров, строившихся британской компанией «Армстронг» на экспорт. «Торпедо-таранными» кораблями они именовались лишь в силу внутриполитических сложностей Австро-Венгерской империи, так как депутаты от Венгрии часто блокировали государственный бюджет из-за несогласия по затратам на военно-морской флот. Классификация новых боевых единиц таким образом позволяла создать видимость крайне скромных затрат на флот. На самом деле «торпедо-таранные» корабли были типичными бронепалубными крейсерами своего времени.
В 1905—1906 годах прошли модернизацию с заменой барбетных 240-мм орудий на 150-мм орудия с длиной ствола 40 калибров. Прочее вооружение сохранилось, но число 47-мм орудий увеличилось до 14.

## Служба
|                        | заложен            | спущен                | вступил в строй     | судьба                                                                 |
| ---------------------- | ------------------ | --------------------- | ------------------- | ---------------------------------------------------------------------- |
| «Кайзер Франц-Иосиф I» | 3 января 1888 года | 18 мая 1889 года      | 2 июля 1890 года    | затонул 2 ноября 1919 года в Которском заливе при переходе на разделку |
| «Кайзерин Элизабет»    | июль 1888 года     | 25 сентября 1890 года | 24 января 1892 года | затоплен экипажем 2 ноября 1914 года на рейде Циндао                   |

- К началу Первой мировой войны крейсера уже устарели. «Кайзер Франц-Иосиф I» в 1914 году принял ограниченное участие в обстреле побережья противника, в дальнейшем стоял в Каттаро как брандвахта. В 1917 году был разоружён и превращён в блокшив. По условиям Сен-Жерменского договора передавался Франции для слома, но при переходе во Францию затонул почти сразу после выхода из порта. В 1920 году был поднят, передан французам и разделан ими на металл[2].
- «Кайзерин Элизабет» к началу Первой мировой войны находился в Циндао в качестве стационера. После начала осады Циндао японцами, крейсер был разоружён. Его 150-мм и 47-мм орудия использовались для создания береговой батареи «Элизабет». Экипаж затопил свой корабль за два дня до капитуляции Циндао[2].